# Burton Downing
Burton Cecil Downing (* 5. Februar 1885 in San José, Kalifornien; † 1. Januar 1929 in Red Bank) war ein US-amerikanischer Radrennfahrer, der sehr erfolgreich an den Olympischen Sommerspielen 1904 in St. Louis teilnahm.
Downing nahm an allen sieben olympischen Wettbewerben im Radsport teil, die auf einer Aschenbahn ausgetragen wurden. In sechs Disziplinen gewann er Medaillen: Über ¼ Meile (402,33 m), ⅓ Meile (536,45 m) und 1 Meile (1609,34 m) Silber, über ½ Meile (804,67 m) erreichte er den dritten Rang. Die Rennen über 2 Meilen (3218,68 m) und 25 Meilen (40,225 km) gewann er.
Downing fuhr bis 1907 Radrennen, 1902 wurde er Zweiter beim Sechstagerennen in New York City. Nach seiner Sportkarriere zog er nach New York und wurde dort ein erfolgreicher Bauunternehmer. 1998 wurde er in die United States Bicycling Hall of Fame des amerikanischen Radsports aufgenommen.